# История на Велико Търново

## Античност
Най-древни останки от човешка цивилизация са открити в пещерите и скалните масиви около града. Предпоставки за това дават множеството извори, реките Янтра и Велека, широколистна и иглолистна растителност. Най-ранни останки са открити от тракийските племена кробизи на хълма Царевец и местността Качица. Открити са останки от полувкопани жилищни землянки, многото фрагменти от глинени съдове. Подобни следи от други тракийски племена като уздицензи са открити по хълмовете Трапезица, Момина крепост и околностите. Най-известното селище от този период е било създадено на хълма Царевец, от тракийското племе – кробизи, създадено след заселването на траките в края на бронзовата епоха. От този период са открити полувкопани жилища, с надземните стени от дървени колове и пръти, измазани с жълта глина, с двускатни покриви, трамбовани глинени подове и леко повдигнати огнища в план с кръгла или подковообразна форма и куполен свод.

## Ранновизантийски период
На хълма Царевец е съществувало римско селище, наричано според някои историци „Никополис аз Хемум“. От средата на IV в. на хълмовете Царевец и Момина крепост се заселили готи ариани, водени от епископ Вулфила. Издигат се постройки от тази епоха: базилики (в местността Френк хисар), жилищни, търговски и военни постройки.

## Раннобългарски период (VII – XI век)
На хълмовете, на които се е простирал столичния Търновград, са намерени редица монети, образци, керамика от Първата българска държава. Градът е бил важен за първата българска държава. В него е имало важен военен гарнизон. В храма Свети Четиридесет мъченици са открити образци, които историците смятат че са дело на българи от Волжка България. Между VII – IX век между хълмовете и около долината на река Янтра, се образува славяно-българско селище. Според някои извори градът се е наричал Стриново. Градът е бил административен и духовен център. В града е имало голям военен гарнизон. Според легенди, сечената скала на Царевец е била направена още по времето на Хан Крум.

## Византийско владичество (XI – XII век)
Градът остава укрепено селище и град с военен гарнизон. Потвърждение за това, е че в Търново са живеели военно задължени аристократи – трапезити. Тези водачи са били водачи на армии през пътищата и проходите, и бранителите проходи в Балкана. Още преди Въстанието на Асен и Петър в града е имало няколко прояви против политиката на византийската власт.

## Столичен период (XIII – XIV век)
Търновград или Търнов е административен, военен, стопански, културен и религиозен център. Начело на Втората Българска държава застават братята Петър и Иван Асен I. Търновград станал феодален център на българските земи, които били съставено от административни области – хори. В града и околността населението е било структурирано на градското съсловие: боляри и висше православно духовенство, градска аристокрация, занаятчии и дребни търговци, търговци и крепостни селяни:отроци, парици и клирици. В културен аспекта, развитието си започва Търновската художествена школа и Търновската книжовна школа. Търновската архитектура започва своето развитие именно в този период. Градовете Царевец и Трапезица в началото на XVIII се укрепват с допълнителни крепостни стени и бойни кули. При управлението на цар Калоян, Търнов отново се превръща в един от най-важните градове на Балканите. На 15 октомври 1204 г. кардинал Лъв пристига в българската столица. Монетосечението в града продължава да се развива. Носят се легенди за царските монетарници, скрити из тайни подземия на хълма Трапезица. Намерени са над 200 монети от 9 находки от периода на столичния Търновград. В Търново се пренасят мощи на много български светци и Търново се величае като „нов Йерусалим“, „нов Цариград“. При управлението на Иван Асен II, границите на България отново достигат до три морета. От 1235 година Търновската патриаршия продължава традициите на Самуиловата патриаршия. Търнов е поддържал търговски връзки с големите европейски градове и градове от Близкия изток. Сръбския крал Сава Сръбски умира в града, по-късно мощите му са предадени в Сърбия. Градът се разширява значително през следващите години с построяването на Манастира „Великата лавра“ кварталът на чуждите търговци – Френкхисар, построяването и укрепването на „Нов град“. Допълнително защитата на града се подсилва от крепостите Раховец и крепостите в местността „Дълга лъка“ и пролома „Устието“. На хълма Света гора се формира значителен книжовен център около Манастира „Св. Богородица Одигитрия“. Местата около „Ксилифор“ ежегодно са служили за молебен и отбелязване на Храмови и други празници. Около града се формира т.нар. „Търновска Света гора“, начело с Патриаршески манастир и още 16 православни манастира, където се е развивала духовна дейност – от бяло и черно духовенство и книжовна дейност. За периода 1278 – 1279 на престола на Тринов застава цар Ивайло. В края на 13 век на престола се възкачва династията с кумански произход – Тертеровци и династията Смилец. Тови исторически период се характеризира с вътрешни борби между аристокрацията за престола. Шишман I поставя началото на управлението на владетелската фамилия – Шишмановци, в най-слабия период на държавата на Второто българско царство.
Сепаратизма във Второто българско царство и епидемиите, обхванали Балканите, водят до значително отслабване на българската държава. След тримесечна обсада от армията на Баязид I градът пада под османска власт.

## Османско управление
След падането на България под Османска власт голяма част от аристокрацията се изселва в Русия, Мала Азия, Северна Европа. Някои българи се потурчват. Въпреки това през XV век в града е регистрирано значително българско население по поречието на Янтра. В града избухват Първо търновско въстание и Второ търновско въстание през XVI и XVII век. Голяма част от църквите са превърнати в джамии. В града се заселва значително турско население. Градът остава важен административен център. Откриват се няколко турски бани. В града преобладава ориенталски облик:множество турски кафенета, къщи в ориенталски стил.

## Възраждане
Въпреки значителното турско присъствие, градът остава крепост на българския дух, култура. В града се внася първото пиано, първия велосипед, откриват се първата болница и аптека. Прочутият майстор Колю Фичето и негови ученици творят в града. Българското занаятчийство и еснафство се разраства значително. През 30-те години на XVIII се откриват първите фабрики в града. През 1835 година в града се организира бунт срещу властващата империя – Велчова завера. В манастирите от Великотърновската Света гора се активизира културната и книжовната дейност. Основава се благотворителна организация Женска община. В града са съществували няколко земеделски пазара (на дн. площад „Асен I“, до Мъжката гимназия, земеделския пазар на Марино поле) и чаршии: Чаршията в Болярската махала, Самоводската чаршия.

## Освобождение
Старопрестолен Търновград е важен стратегически център, пазител на хилядолетната българска история. На 7 юли сутринта Предният отряд начело с генерал Гурко тръгва от Бяла черква в посока Търново. Освободителната войска настъпва от запад и избира да влезе в града от северния черен път, който е за село Беляковец. Настъплението е извършено по две линии:първата – три ескадрона от Казанския драгунски полк, втората три ескадрона от астрахански драгуни. Градът е освободен на 7. юли 1877 година.

## Княжество България
Руския княз Николай Николаевич влиза в Търновград на 30 юни 1877, посрещнат от хиляди българи и минавайки под построена триумфална арка. На 10 февруари 1879 в Търново се свиква Учредително събрание. Приема се Търновската конституция. През 1891-ва година в Асенова махала се открива първата бояджийска фабрика в България от индустриалеца Константин Коев. През май 1891 година в покрайнините на града, се осъществява първата социалистическа сбирка, организирана от Никола Габровски и Димитър Благоев. Русенския предприемач Стефан Симеонов през 1897-ма година, спечелва конкурс и започва строежа на железопътната линия през града. Първи снимки на града прави Димитриос Михаилидес. Първата кинолента, на която е заснета старопрестолната столица, е от 1912 година. На нея се вижда Царевец, Трапезица и минувачи по улица Гурко. Между града, Горна Оряховица и гара Горна Оряховица се създава омнибусна връзка. В град се основава сдружение Единство. Първият влак преминава през града на 8 октомври 1901 година. В града се открива първото археологическо дружество в България. В края на века градът е връхлетян от голямо наводнение, реката се вдига с над 9 метра, залива десетки къщи и погубва десетки жители на града. Градът започва да губи своето политическо и икономическо влияние поради няколко причини: изселването на голяма част от елита на града в София, построяването на важни инфраструктурни обекти извън града и други.
В града през 1908 г. се обявява Независимостта на България. Към града се присъединяват селищата Марино поле, поселението в пролома Дервент. В града навлизат придобивки от западния свят: автомобили Форд, Ситроен, Рено, радиоприемници, грамофони. В града се открива Туристическо дружество Трапезица 1902. На 1 юни 1913 г. в 11 часа и 28 минути, градът и околните селища са разтърсени от земетресение със степен 7 по скалата на Рихтер. Загиват над 20 души, стотици къщи и сгради паметници на културата са разрушени. На 24 май 1922 година в града се открива сградата на туристическа хижа „Трапезица“ – първият туристически дом в България, по проект на Леон Филипов. Градска градина се открива на мястото на днешния театър през 1920 година. На 1 януари 1922 г. в Търново се основава еднолична фирма Машинна и Железолеярна фабрика „Янтра“ от Димитър Кантаржиев, за производство на земеделски машини, ръчни сламопреси. През 30-те години в местността „Боруна“ се открива речен плаж. През 1927 година в града се провежда Национална историческа конференция, акцентираща върху историческото наследство на Търново. През 1939 година в града се провежда културно-исторически събор. В началото на 1943 година градът е бомбардиран от англо-американска авиация. Окончателно се премахват трите градски порти, намиращи се в тогавашните му северен, западен и южен край.

## Народна република България
Партизани от Килифаревската и Еленската чета на Горнооряховския отряд слизат в града през септември 1944 г. В града се национализират десетки фабрики. Противници на комунистическата идея са арестувани и осъждани. Паметникът на Васил Левски е поставен през 1948 година. Изграден е с дарението на Карл Папоушек и е дело на скулптура проф. Любомир Далчев. Градът се индустриализира и започва сътрудничество с градове от Източния блок. В града се основа Пчеларско дружество „Янтра“. В града се откриват над 80 междуградски автобусни линии. През 1958 г. е завършен стадион „Ивайло“. През 1963 година се открива Великотърновски университет. Същата година на посещение в града идва съветска делегация и първата жена космонавт – Валентина Терешкова. Същата година към името на града се добавя „Велико“. Започва провеждането на Оперни представления на хълма Царевец. В града започва провеждането на конкурса Мелодия на годината. Под града се прокопават два успоредни тунела на железопътните. През 80-те години, се открива Автогара „Запад“. Градът е център на АПК (Аграро-промишнен комплекс). През 1979-та година в района на Старите хали се случва свлачище, което повлича 14 къщи. Десетилетия отнема да бъде възстановен пътят към Стария град.

## Република България
Смяната на политическата система в страна не подминава и Велико Търново. В центъра на града се провеждат множество протести и митинги за смяна на политическата система. В Търновския университет се провежда голяма окупационна стачка. След промените през 1989 година, в града е имало идея да се създаде отделно кметство, свързано със Стария град. Влиянието на западната култура настъпва в старата българска столица. В края на 90-те години се появяват първите услуги с цифрова телевизия. През критичната 1997 година в града преминава криза за горива и храни. През 2007 година започва строежа на жилищен квартал Велико Търново хилс. През 2019 година градът е обявен за историческа и духовна столица на България. През 2008 година в града е кулминацията на честванията от 100 години Независима България. В началото на 2000 г. е завършен пътен възел-юг.